# Rezerwat przyrody Podjabłońskie
Podjabłońskie – florystyczny rezerwat przyrody położony w gminie Ceranów w województwie mazowieckim. Leży na terenie leśnictwa Ceranów w oddziałach 43 i 53. Znajduje się w granicach Nadbużańskiego Parku Krajobrazowego.
Został powołany na mocy Rozporządzenia Wojewody Mazowieckiego Nr 75 z dnia 29 lipca 2005 r. (Dz.Urz.Woj.Maz. nr 191, poz. 6240). Zajmuje powierzchnię 38,48 ha. Zgodnie z rejestrem gruntów są to działki nr 2154 i 2158 o powierzchni 38,25 ha.
Według Zarządzenia celem ochrony jest zachowanie ze względów naukowych i dydaktycznych siedlisk przyrodniczych roślin charakterystycznych dla zbiorowisk dąbrowy świetlistej (Potentillo albae – Quercetum), w tym wielu prawnie chronionych rzadkich i ginących gatunków roślin, m.in. orlika pospolitego oraz okrzynu szerokolistnego. Przedmiotem ochrony są siedliska przyrodnicze roślin charakterystycznych dla zbiorowisk dąbrowy świetlistej.

## Klasyfikacja rezerwatu
Jest to rezerwat florystyczny (Fl) objęty ochroną częściową;
- według głównego przedmiotu ochrony jest to rezerwat florystyczny (Fl), podtypu roślin zielnych i krzewinek (zk);
- według głównego typu środowiska należy do lasów i borów (L) podtypu lasów nizinnych (lni).